# Carex abrupta
Carex abrupta är en halvgräsart som beskrevs av Kenneth Kent Mackenzie. Carex abrupta ingår i släktet starrar, och familjen halvgräs. Inga underarter finns listade i Catalogue of Life.

## Bildgalleri

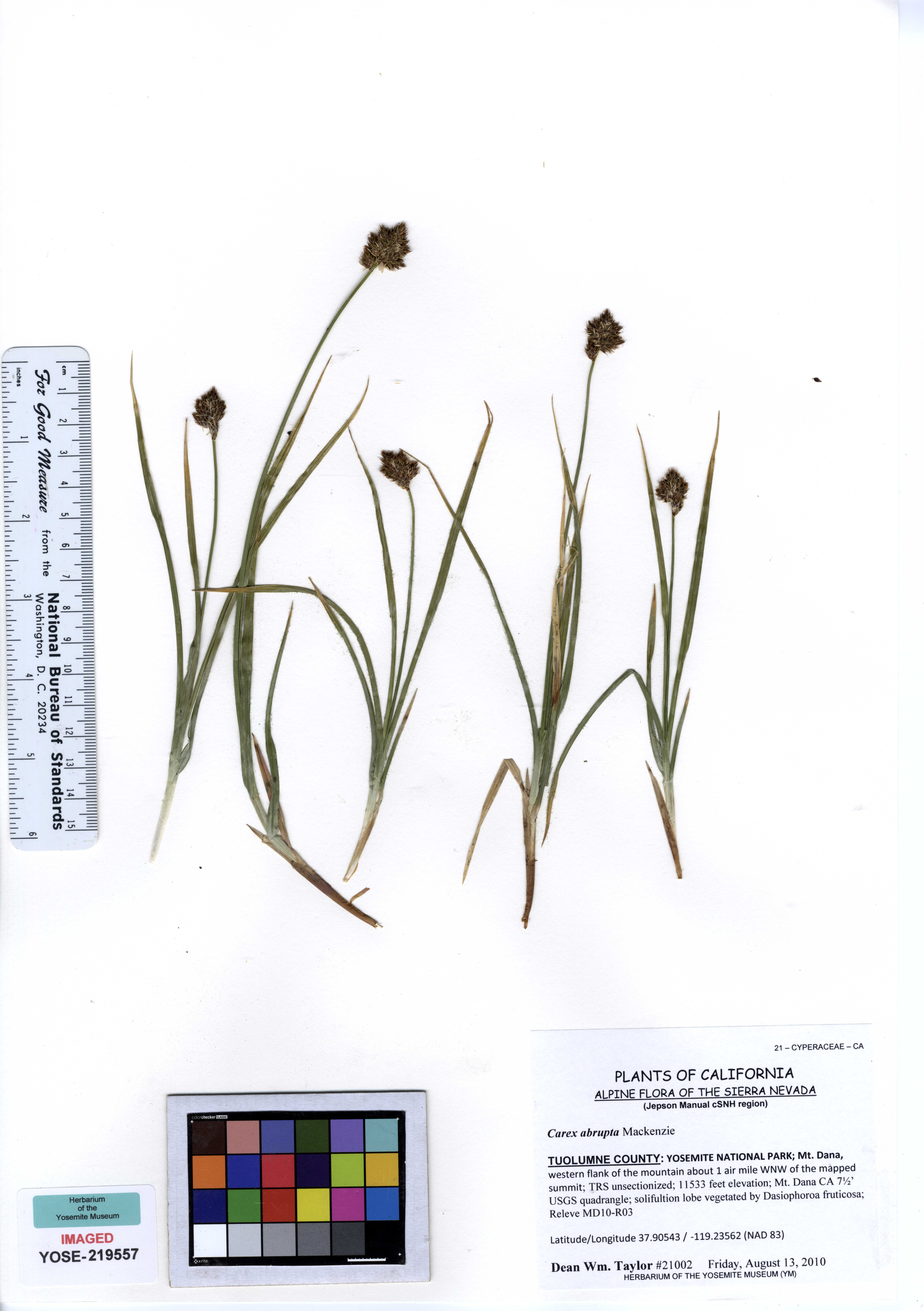